# Раковец (Хорватия)
Раковец (хорв. Rakovec) — община в Загребской жупании Республики Хорватия.

## География
Община Раковец расположена в северо-восточной части Загребской жупании. На западе и на севере граничит с городом Свети-Иван-Зелина, на северо-востоке — с общиной Пресека, а на юге и юго-востоке — с городом Врбовец.
Община Раковец расположена близ автодороги Загреб — Вараждин.
| Город             | Расстояние (км) | Государство         | Государство | Жупания                                        | Жупания                | Община | Община     |
| Город             | Расстояние (км) | Государство         | Подчинение  | Жупания                                        | Подчинение             | Община | Подчинение |
| ----------------- | --------------- | ------------------- | ----------- | ---------------------------------------------- | ---------------------- | ------ | ---------- |
| Загреб            | 35              | Республика Хорватия | Столица     | Загребская (территориально не входит в состав) | Административный центр | —      | —          |
| Свети-Иван-Зелина | 8               | Республика Хорватия | —           | Загребская                                     | —                      | —      | —          |
| Врбовец           | 10              | Республика Хорватия | —           | Загребская                                     | —                      | —      | —          |
| Дуго-Село         | 17              | Республика Хорватия | —           | Загребская                                     | —                      | —      | —          |
| Бьеловар          | 50              | Республика Хорватия | —           | Бьеловарско-Билогорская                        | Административный центр | —      | —          |

## Состав
Административный центр — город Раковец.
Другие населённые пункты:
- Баничевец[хорв.]
- Брезани[хорв.]
- Дропчевец[хорв.]
- Дворише[хорв.]
- Голи-Врх[хорв.]
- Хрушковец[хорв.]
- Худово[хорв.]
- Коленица[хорв.]
- Липница
- Млака[хорв.]
- Валетич[хорв.]

## Население
По данным переписи населения 2001 года, в 12 населённых пунктах общины Раковец живёт в целом 1353 человека, имея 398 хозяйств. Процент численности населения от численности населения Загребской жупании — приблизительно 0,42 %
Большинство людей занимаются сельским хозяйством: в 360 из 398 домов есть огород или сад.

## Управление
Община Раковец была образована в 1993 году решением Хорватского сабора.
| Имя            | Должность                       |
| -------------- | ------------------------------- |
| Бранкица Бенц  | Мэр                             |
| Мартина Шантак | Заместитель мэра                |
| Иван Задравец  | Председатель совета             |
| Франьо Крлян   | Заместитель председателя совета |
| Петра Фуглец   | Администратор                   |

## Экономика
Основные источники дохода общины Раковец:
- Сельское хозяйство (в частности, животноводство);
- Природные ресурсы (в частности, древесина);
- Металлообработка.

## Достопримечательности
- Церковь Святого Юрия в Раковце[хорв.]
- Церковь Святого Николая в Липнице[хорв.]

## Образование
- Раковецкое училище (1-й — 8-й классы)

## Спорт
- Футбольный клуб «Раковец»[хорв.]